# Addinga
Het Westerwoldse geslacht Addinga was afkomstig uit Reiderland. Volgens de verhalen zou het naar Wedde zijn gevlucht of zijn verjaagd na de Marcellusvloed van 1362. In Wedde werd rond 1360/1370 de Wedderborg gebouwd. Deze datering werd gegeven na enige archeologische opgravingen. De verbintenis van de opkomst van Addinga met de Marcellusvloed in 1362 berust op latere constructies en heeft naar alle waarschijnlijkheid zelfs helemaal niets met Dollardoverstromingen te maken. Het ontstaan van de Dollard kan met zekerheid pas gesitueerd worden in de eerste helft van de vijftiende eeuw.

## Geschiedenis
De oorsprong van het geslacht Addinga is er in ieder geval in een duister licht mee komen te staan. Toen Egge (II) Addinga in 1474 probeerde te bewijzen dat de Addinga's al minstens honderd jaar de heerlijkheid Wedde bezaten met afschriften van de bisschop van Münster en de abt van de Abdij van Corvey, had hij inmiddels alle schijn tegen. In 1474 bleek dat de Addinga's behalve de heerlijkheid Wedde en Westerwolde ook het gericht van Winschoten (ook voogdij van Winschoten geheten) in leen hadden. Vanwege de Reiderlandse achtergrond van Winschoten is het mogelijk dat de Addinga's uit deze plaats afkomstig zijn geweest. 
In 1391 wordt voor het eerst in een oorkonde van het huis te Wedde gesproken. Egge (I) Addinga (zoon van de stamvader Adde) wordt echter nog aangeduid als hoofdeling in Reiderland. De bevolking van Westerwolde kon moeilijk de heerschappij van Egge Addinga accepteren, met name het stempel dat hij drukte op het bestuur en rechtspraak. Egge (I) bestuurde met willekeur en in conflict met het Westerwoldse landrecht toen hij de rechtszetel van Vlagtwedde naar Wedde verplaatste. Toen Egge (I) op weg was van Onstwedde naar Wedde, is hij in de buurt van Wessinghuizen aangevallen en vermoord. Toch bleek de macht van de Addinga's nog volledig intact. De inwoners van Westerwolde beloofden op 4 juni 1391, aan de minderjarige kinderen van Egge: Adde, Haye en Boele, Egges weduwe Focke Kekesma en hun oom Unico Ripperda (proost en hoofdeling in Farmsum) en Wyarde Memminge (hoofdeling in Bunde), Memmen en zoon Tiabbeken Jelderkes de verplichtingen na te komen die zij ook hadden met de overleden Egge. Laatstgenoemde personen zijn allen verwant aan Addinga. Op 12 maart 1392 verkochten Wyarde Memminge, Memmen en Tiabbeken Jelderkes hun rechten op het slot van Wedde en Westerwolde aan de Addinga's. In 1391 werd Egge Addinge in Westerwolde genoemd onder de capitales (hoofdelingen) van Reiderland, evenals in 1420, al lijkt dat gezien de moord niet mogelijk. In 1400 beleende de bisschop van Münster beide broers Haye en Boele met Westerwolde.
De Addinga's bleven nagenoeg de gehele vijftiende eeuw aan de macht in Westerwolde. In Winschoten verloren ze veel macht toen de inwoners een verbond sloten met de stad Groningen. 
In 1447 werd Egge II Addinga door boze boeren vermoord, en in 1478 werd zijn zoon en opvolger Hugo verdreven door troepen van de stad Groningen. Pas in 1486 mochten de Addinga's terugkeren op de Wedderborg.
In de kerk van Wedde ligt nog een zerk van de in 1492 gestorven Haye Addinga met het volgende opschrift: Int jar uns Heren MCCCC un XC und II des Fridages na Marien Verkundighe starf Haye Addinghes, Hooflink van Westerwolde, des sine siele mote resten in den vrede. Amen.
De Addinga's worden, volgens onder andere Abel Eppens in zijn kroniek (zestiende eeuw) in tegenstelling tot vele andere aanzienlijke geslachten, niet hoofdeling of heerschap genoemd maar 'jonker', evenals de Ripperda's en de Onsta's. Zij behoorden tot "de oldsten".
In Feenstra's "Adel": 'Al dezen (de Addinga's), de Ewsums, Manninga's en Ripperda's werden rond 1500 beschouwd als hoofdelingen van bijzondere rang, als "adel". Zij waren de enigen, die als "erentfest" werden aangeduid'.
Haye (III) Addinga was nog minderjarig toen hij in 1523 de rechten op Wedde en Westerwolde terug kreeg. Dit was van korte duur: in 1530 werd het gebied veroverd door Karel van Gelre.

## Stamboom van Addinga
- Egge (I) (geb. ca. 1365?, vermoord 1391), gehuwd met Focke Kekesma (eerder gehuwd met Margaretha Ripperda, de zus van Unico Ripperda tot Farmsum; kinderen: Adde, Haye (I) en Boele.
- Haye (I) (geb. ca. 1400?, ovl. vóór 1443), gehuwd met Reinste (of Renske) Abdena; kinderen: Egge (II).
- Egge (II) (geb. ca. 1425?, vermoord 1475), gehuwd met Blydeke te Fraam; kinderen: Haye (II). In 1487 verkochten Blydeke en haar zoon Haye (II) de borg te Fraam (in Huizinge)
- Haye (II) (geb. ca. 1450?, ovl. 30 maart 1492), gehuwd met Elizabeth van Dedem; kinderen: Jurgen.
- Jurgen (ook: George) (geb. ca. 1490, ovl. 1525), gehuwd met Anna Thedema van Zandeweer. Kinderen: Haye (III), Elisabeth en Margaretha.
  - Haye (III) (ovl. 1540 te Zandeweer).
  - Elisabeth (geb. ca. 1521) huwde 25 mei 1538 met Joost Lewe van Peize (1515-1589).
  - Margaretha (geb. ca. 1515) huwde met Eilco Clant van Nittersum (geb. ca. 1515).

## Heraldiek
Het wapen van Haye (II) Addinga (ontleend aan zijn moeder Margaretha Ripperda), overleden 30 maart 1492: In blauw een geharnaste galopperende man te paard, zwaaiend met een zwaard boven de gepluimde helm, alles van goud. Helmteken: een uitkomende draak met opgeheven vlucht. Dit wapen komt ook voor bij de families Tho Nansum en Ripperda (die vermoedelijk uit een stam voortkomen).
Overigens voerde Hayes vader, Egge (II), een leeuw als wapen. Dus dat is het oorspronkelijke wapen van de Addinga's. 